# August Roesler

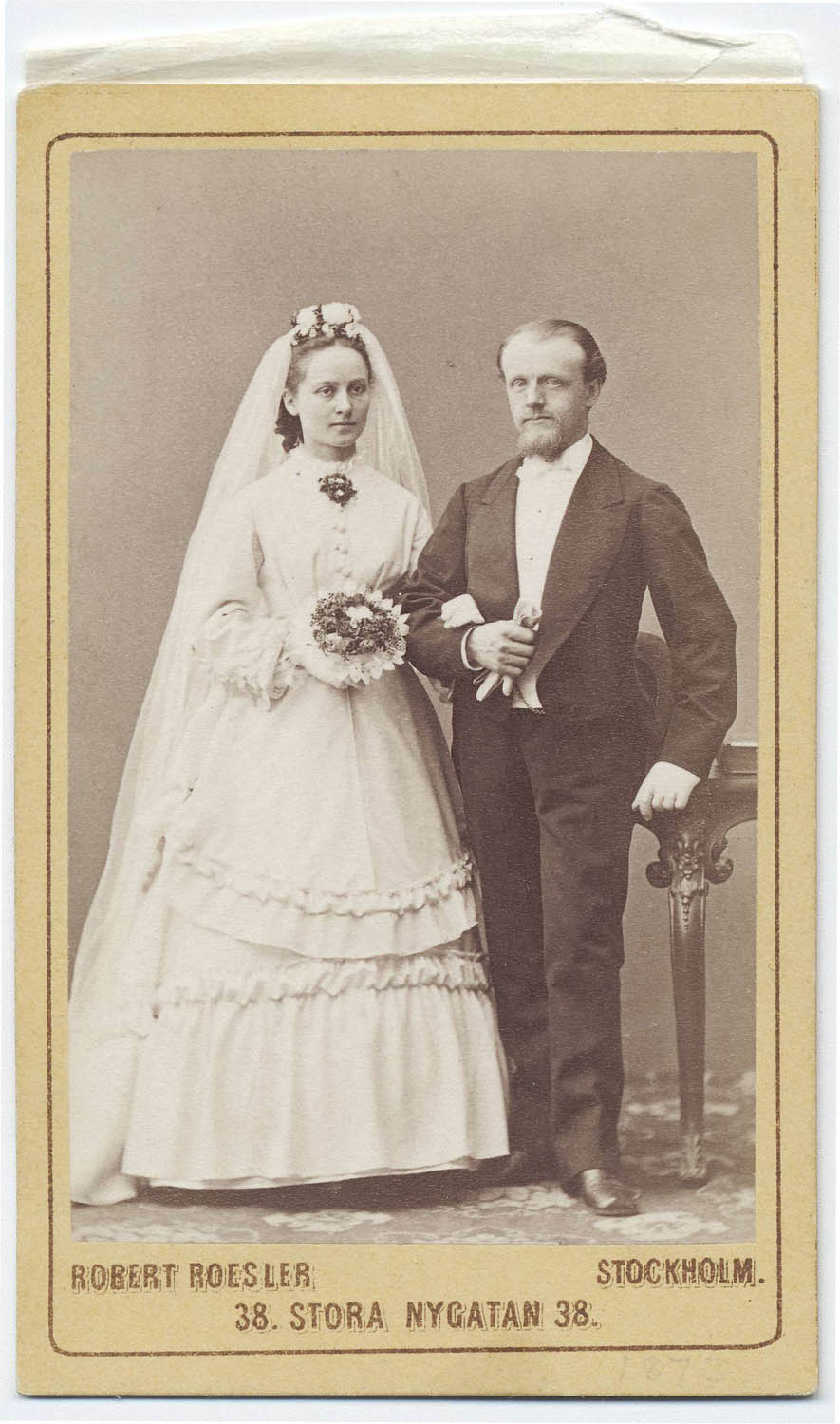
Robert Roesler och hans nyblivna fru Maria. Foto taget i brudgummens egen fotoateljé på Stora Nygatan 38 i Gamla Stan, Stockholm.

August Josef Robert Roesler, född 22 juli 1837 i Striegau, Schlesien, Preussen, död 18 november 1896 i Klara församling, Stockholm, var fotograf. 
August Roesler invandrade till Stockholm på 1850-talet från Tyskland tillsammans med sin bror Ernst Roesler. Tillsammans etablerade de sig som fotografer i Stockholm och drev tillsammans en fotoateljé i åtta år. De blev snabbt mycket framgångsrika och räknade bland andra kungafamiljen till sin kundkrets. Därefter etablerade  August Roesler ensam ateljén Robert Roesler. Att ateljén fick namnet "Robert Roesler" torde bero på att båda bröderna hette Robert som andranamn. August Roesler gifte sig 1872 med Maria Kumpfmüller, dotter till bryggaren vid Münchens bryggeri Josef Kumpfmüller. De fick barnen Ernst och Maria. Båda var aktiva i katolska församlingen och deltog i grundandet av Concordia Catholica 1895. Bland hans ättlingar finns arkitekten och stadsträdgårdsmästaren Holger Blom.